# Erhart Kästner

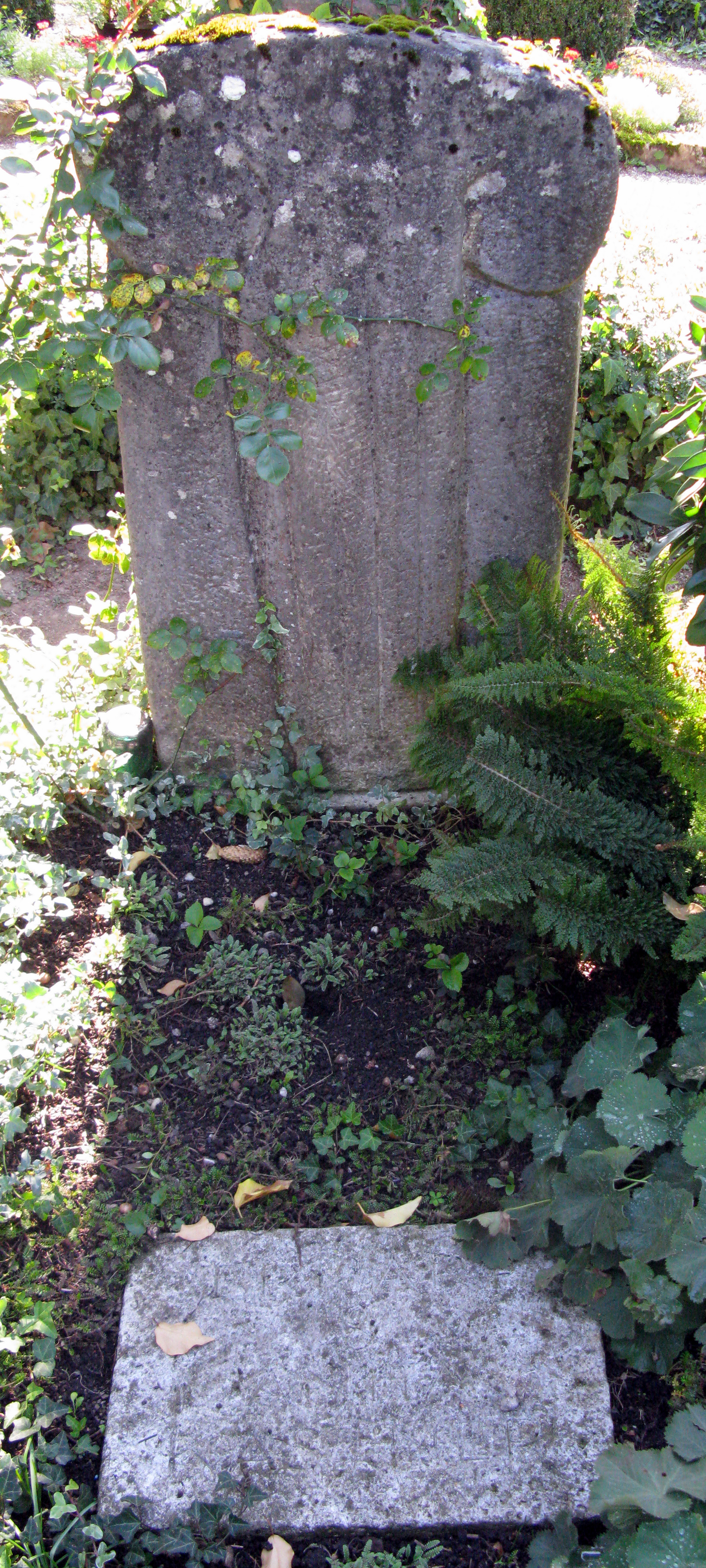
Grab von Erhart Kästner auf dem Staufener Friedhof

Erhart Kästner (* 13. März 1904 in Schweinfurt; † 3. Februar 1974 in Staufen im Breisgau) war ein deutscher Schriftsteller und Bibliothekar. Einem breiteren Publikum wurde er durch seine Griechenlandbücher bekannt, die er zum Teil während des Zweiten Weltkriegs für Wehrmachtssoldaten verfasste und später leicht umarbeitete. Maßgeblich prägte er die von ihm ab 1950 ausgebaute Herzog August Bibliothek in Wolfenbüttel, die er bis 1968 leitete.

## Leben
Erhart Kästners Vater war Gymnasiallehrer. Seine Jugend verbrachte er in Augsburg und besuchte das Gymnasium bei St. Anna. Kästner absolvierte eine Buchhändlerlehre, studierte Germanistik, Geschichte und Philosophie in Freiburg im Breisgau, Kiel und Leipzig und schloss das Studium mit der Promotion ab. Das Thema seiner Dissertation lautete „Wahn und Wirklichkeit im Drama der Goethezeit“. Aufgrund einer Verwechslung mit Erich Kästner wurde die Dissertation am 10. Mai 1933 bei der Bücherverbrennung auf dem Schlossplatz in Braunschweig von nationalsozialistischen Studenten ins Feuer geworfen.
Ab 1930 war er Bibliothekar an der Sächsischen Landesbibliothek in Dresden und leitete dort die Handschriftenabteilung. 1935 richtete er aus dem historischen Manuskriptbestand der Bibliothek ein Buchmuseum ein. 1936 gewährte ihm Martin Bollert, der Direktor der Bibliothek, einen einjährigen unbezahlten Urlaub, damit er als Sekretär in die Dienste von Gerhart Hauptmann treten konnte – als Ersatz für Elisabeth Jungmann, die 1933 als Sekretärin zu Rudolf G. Binding gegangen war. Kästner kannte Hauptmann seit 1934, blieb bis Ende 1937 bei ihm angestellt und stand ihm auch nach der Rückkehr an die Bibliothek noch beratend zur Seite.
Am 10. Dezember 1939 beantragte er die Aufnahme in die NSDAP und wurde zum 1. Januar 1940 aufgenommen (Mitgliedsnummer 7.936.245). Im Frühjahr 1940 wurde er eingezogen und bei einer Baukompanie der Luftwaffe in Liegnitz eingesetzt, wo er zum Gefreiten befördert wurde und einen Unteroffizierslehrgang absolvierte. Im März 1941 meldete er sich als Freiwilliger zum Kriegseinsatz und wurde mit Billigung des Reichsministeriums für Volksaufklärung und Propaganda dazu freigestellt, für die kämpfende Truppe Bücher über Griechenland zu verfassen. Im 1942 erschienenen Band Griechenland verherrlicht Kästner den Sieg der nordischen Deutschen als die Rückkehr der arischen Rasse in das angestammte Südland. Dabei ist seine Sprache literarisch und voller Bewunderung und Achtung für eben jenes Griechenland, das in seiner Vorstellung die Wiege europäischer Kultur darstellt.
Die Nachkriegsauflagen seiner Bücher erschienen, von den schlimmsten Ausfällen gereinigt, im Insel-Verlag: Kreta (1946), Ölberge, Weinberge (1953) und Griechische Inseln. In Ölberge, Weinberge (S. 244) beschreibt er eine grausame Vergeltungsaktion der deutschen Besatzungsmacht (siehe Massaker von Distomo) wie folgt: „Wenn ich so ging, konnte ich das Dorf Distomo meiden, das vor acht Jahren, im Krieg, der Schauplatz eines ungeheuren Blutbads war: der Pappas des Dorfes, mit oder ohne Willen, hatte zwei Lastwagen voller Soldaten in den Hinterhalt der Partisanen bei Steiri geschickt, darauf folgte eine planvolle Rache, sinnloses Morden an Frauen, Kindern und Bauern, wie es ein Land noch nach hundert Jahren im Gedächtnis behält.“
Nach Kriegsende verbrachte Kästner zwei Jahre als Kriegsgefangener in Nordafrika, nachdem ihn britisches Militär auf Rhodos unter dem Verdacht geheimdienstlicher Tätigkeit verhaftet hatte. Über seinen Aufenthalt in einem Lager im ägyptischen Fayid schrieb er das Buch Zeltbuch von Tumilat.
Von 1950 bis 1968 war er Direktor der Herzog August Bibliothek in Wolfenbüttel, die unter seiner Leitung zu einer „Bibliotheca illustris“ ausgebaut wurde. Dabei handelt es sich um ein von Kästner aufgegriffenes Kunstwort aus dem 17. Jahrhundert, das in seinem Verständnis die Bibliothek als Schauplatz eines glanzvollen Bücherschatzes im Stile einer Fürstenbibliothek bezeichnen sollte, in dem das kostbare Buch und dessen Studium durch ausgewählte Gelehrte im Mittelpunkt stehen sollte und die Bibliotheksbenutzung durch die Allgemeinheit nicht vorgesehen war. 1954 heiratete Kästner die Restauratorin Anita Vogel (1924–2011). Nach seiner Pensionierung zog er nach Staufen im Breisgau. Sein Grab ist auf dem dortigen Friedhof zu finden. Der umfangreiche Nachlass Erhart Kästners mit mehr als 17.000 Blättern von Werkmanuskripten und mehr als 6000 Briefen befindet sich seit 1984 in der Herzog August Bibliothek in Wolfenbüttel.
Erhart Kästner galt lange Zeit als einer der „leisen“ Schriftsteller der deutschen Nachkriegsära. Seine stilistisch geschliffenen und kunstvoll komponierten Prosawerke passten bei ihrem Erscheinen in den fünfziger und sechziger Jahren gut zum allgemeinen Wunsch nach Verdrängung. In diesem Sinne begreift sein Biograf Arn Strohmeyer Kästners Ausspruch „Über das Dunkle ist zu schweigen“ als programmatisches Zitat und stellt es seinem Buch über den „Dichter im Waffenrock“ voran. Seine erste Biografin Julia Hiller von Gaertringen nimmt ihn dagegen vielfach in Schutz. Kästner war freundschaftlich eng mit Martin Heidegger verbunden, den er auch in der abwiegelnden Haltung zu persönlichen Verfehlungen während der Zeit des Nationalsozialismus bestärkte.

## Auszeichnungen und Mitgliedschaften
- Mitglied in der Reichsschrifttumskammer am 6. Oktober 1942
- Förderungspreis zum Immermann-Preis der Stadt Düsseldorf (1955)
- Literaturpreis der Stadt Köln (1957)
- Mitglied der Akademie der Künste Berlin
- Mitglied der Bayerischen Akademie der Schönen Künste

## Werke
- Zeitglöcklein. Ein Kalender für das Jahr 1936 mit Bildern aus einem flämischen Stundenbuch der Dresdner Bibliothek, eingeleitet und erläutert. Bibliographisches Institut, Leipzig 1935
- Griechenland. Ein Buch aus dem Kriege (1942)
- Kreta (1946)
- Zeltbuch von Tumilad (1949), vom Autor überarbeitete Neuausgabe Zeltbuch von Tumilat: Suhrkamp 1974, ISBN 3518013823
- Ölberge, Weinberge. Ein Griechenlandbuch (1953)
- Die Stundentrommel vom heiligen Berg Athos, Insel Verlag, 1. Auflage Wiesbaden 1956, 13. Auflage Frankfurt 1995, ISBN 978-3-458-31756-2;
  - als Tonträger: gelesen von Ernst Schlott, Deutsche Grammophon – Literatur / Universal Music, Hamburg 2001, ISBN 3-8291-1175-4.
- Die Lerchenschule (1964)
- Aufstand der Dinge (1971)
- Offener Brief an die Königin von Griechenland. Beschreibungen, Bewunderungen (1972)
- Über Bücher und Bibliotheken. Hrsg. von P. Raabe (1974)
- Der Hund in der Sonne und andere Prosa. Hrsg. von H. Gremmels (1975)
- Griechische Inseln. Hrsg. von H. Gremmels (1975)
- Briefe. Hrsg. von P. Raabe (1984)
- Martin Heidegger – Erhart Kästner, Briefwechsel 1953–1974. Hrsg. von Heinrich W. Petzet (1986)
- Was die Seele braucht – Erhart Kästner über Bücher und Autoren. Hrsg. von Julia Hiller von Gaertringen und Katrin Nitzschke (1994), ISBN 3-458-16613-0
- Perseus-Auge Hellblau – Erhart Kästner und Gerhart Hauptmann. Briefe, Texte, Notizen. Hrsg. von Julia Hiller von Gaertringen (2004), ISBN 3-89528-426-2

## Zitate
„Also die Dinge sind tot. … Von jeher hatten sie von der Mühe gelebt, die man sich um sie machte. Schwer begreiflich: aber um Mühe gaben sie Leben. Man wollte sie mühelos, man wollte sie hergestellt haben. Das gelang auch. Aber um den Preis ihres Lebens. … Eines Tags … wird in den Zeitungen stehen: Wie jetzt erst bekannt wird, sind die Dinge verstorben. Wir werden darauf noch zurückkommen.
Aber zur Zeit dieser Meldung werden nicht mehr Viele verstehen, was gemeint ist. Nur sehr alte Leute werden sich erinnern, in ihren jungen Tagen davon gehört oder gelesen zu haben: irgendwann einmal, vor Zeiten, lustige Vorstellung, sollten die Dinge, der Mond und der Bach und die Tanne, die Stadt und die Bucht und das Kornfeld gelebt haben.“

„Am Schluß ist das Leben nur eine Summe aus wenigen Stunden, auf die man zulebte. Sie sind; alles andere ist nur ein langes Warten gewesen.“